# American Pie (album)
American Pie je druhé studiové album amerického zpěváka-skladatele Dona McLeana, vydané 24. října 1971 a nahrané v květnu a červnu téhož roku v newyorském nahrávacím studiu Record Plant Studios. Toto folkrockové album, obsahující úspěšné singly „American Pie“ a „Vincent“, se umístilo na prvním místě hitparády Billboard 200 dvou set nejprodávanějších hudebních desek a EP na území USA. Album se dočkalo pozitivní kritiky a v roce 2005 bylo zařazeno do knihy 1001 alb, která musíte slyšet, než umřete.

## Seznam skladeb
| Pořadí         | Název                    | Délka |
| -------------- | ------------------------ | ----- |
| 1.             | American Pie             | 8:33  |
| 2.             | Till Tomorrow            | 2:11  |
| 3.             | Vincent                  | 3:55  |
| 4.             | Crossroads               | 3:34  |
| 5.             | Winterwood               | 3:09  |
| 6.             | Empty Chairs             | 3:24  |
| 7.             | Everybody Loves Me, Baby | 3:37  |
| 8.             | Sister Fatima            | 2:31  |
| 9.             | The Grave                | 3:08  |
| 10.            | Babylon                  | 1:40  |
| Celková délka: | Celková délka:           | 36:24 |

## Obsazení
- Don McLean – zpěv, kytara, banjo
- Warren Bernhardt – klavír
- Ray Colcord – elektrické piano
- Tom Flye – bicí
- Ed Freeman – aranžmá smyčců
- Paul Griffin – klavír
- Lee Hays – aranžmá
- Mike Mainieri – marimba, vibrafon
- Roy Markowitz – bicí, perkuse
- Bob Rothstein – baskytara, zpěv
- David Spinozza – kytara
- West Forty Fourth Street Rhythm and Noise Choir – sbor